# Трушникова, Елизавета Васильевна
Елизавета Васильевна Трушникова (бел. Лізавета Васілеўна Трушнікава; 9 сентября 1920, Куртамышский уезд, Челябинская губерния — неизвестно) — советский белорусский акушер-гинеколог, онколог, доктор медицинских наук (1976), профессор (1977). Участница Великой Отечественной войны, капитан.

## Биография
Елизавета Васильевна Трушникова родилась 9 сентября 1920 года в деревне Куричанка Жуковского сельсовета Долговской волости Куртамышского района (на правах уезда) Челябинского районного управления на правах губернского органа, подчинённого Революционному Совету 1-й Армии Труда, ныне деревня упразднена, её территория входит в Куртамышский муниципальный округ Курганской области.
В 1943 году окончила 2-й Московский медицинский институт. С 13 июня 1943 года по 19 октября 1945 года служила в Рабоче-крестьянской Красной Армии ординатором хирургического полевого подвижного госпиталя 1-й линии Ленинградского фронта (корпусной подвижной госпиталь 87, эвакуационный госпиталь 3591)
В 1946—1949 годах служила в органах МВД.
В 1949—1953 годах работала хирургом Челябинского областного онкодиспансера.
В 1953—1955 годах работала ординатором и заведующей хирургическим отделением Челябинской областной клинической больницы.
В 1955—1962 годах работала ассистентом кафедры госпитальной хирургии Челябинского медицинского института.
В 1958 году защитила кандидатскую диссертацию «Клинико-морфологическая оценка факторов, влияющих на течение и прогноз рака молочной железы».
В 1962—1970 годах работала заведующей онкогинекологическим отделом НИИ онкологии Белорусской ССР.
В 1970—1992 годах работала ассистентом, доцентом, профессором кафедры акушерства и гинекологии Белорусского государственного института усовершенствования врачей.
В 1974 году защитила докторскую диссертацию «Клиника, диагностика и лечение рецидивов рака шейки матки». В 1977 году присвоено ученое звание профессора.
В 1992—2001 годах работала консультантом Минского областного роддома.
Основное направление научной деятельности связано с разработкой методов лечения онкопатологии.
В 2010 году её поздравляли с Днём Победы, дальнейшая судьба неизвестна.

## Научные труды
Опубликовано более 100 научных работ, подготовила 2 кандидатов медицинских наук. Разработаны методы комбинированного лечения рецидивов рака шейки матки, 2 варианта операции оментоовариопексии как метода профилактики и лечения дисфункций яичников при удалении матки по поводу фибромиомы, метод интраоперационной блокады тазового сплетения, метод длительной перфузии клетчаточного пространства при воспалительной патологии гениталий.
- Ф. В. Наркевич, В. А. Козлитин, Е. В. Трушникова. Женщине о раке. — Минск: Беларусь, 1968. — 63 с. — 30 000 экз.[5]

## Награды
- Орден Отечественной войны II степени, 6 апреля 1985 года[6]
- Медали
- Значок «Отличнику здравоохранения»